# 황금좌
황금좌(黃金座)는 일제강점기의 연극 극단이다.

## 개요
1933년 12월에 결성되어 1930년대 상업 연극을 주로 공연한 극단이다. 창립을 주도한 인물은 대표를 맡은 성광현이며, 배우 26명을 포함하여 연출부, 문예부, 미술부를 포함하여 약 40여 명의 구성원으로 출범하였다.
역사극과 시대극, 애정극 등 대중적인 연극을 공연하여 큰 인기를 누렸다. 창단 때부터 참여한 박영호를 비롯하여 임서방, 임선규 등 신파에 능한 인기 극작가들이 포함되어 있었고, 막간도 적절히 활용했다.
1940년 경부터 신좌현과 이광래, 박춘명, 신고송, 김태진 등이 새로 가세하였다. 이 무렵부터는 신파극에서 국민연극으로 전환하여 황민화 정책을 선전하는 작품을 공연하게 되었다.
1945년 태평양 전쟁 종전 후에도 활동 기록이 있으나 해체 시기는 분명하지 않다. 근 20년에 걸쳐 지방 순회로 대중의 사랑을 받았으며, 1930년대 상업주의 연극 시대를 대표하는 극단 중 하나이다.

## 주요 작품
- 1933년 : 《가시는 아버지》 (박고송)
- 1933년 : 《비극폐업》 (박영호)
- 1944년 : 《북해안의 흑조》 (이광래) - 제2회 국민극 경연대회 출품작
- 1945년 : 《개화촌》 (조천석) - 제3회 국민극 경연대회 출품작

## 참고자료
- 친일인명사전편찬위원회 (2004년 12월 27일). 《일제협력단체사전 - 국내 중앙편》. 서울: 민족문제연구소. 670~671쪽쪽. ISBN 978-89-953307-2-2.